# Alessandria megye
Alessandria (olaszul Provincia di Alessandria, piemonti nyelven Provinsa ëd Lissandria, alessandriai dialektusban Pruvinsa d'Lisòndria, ligur nyelven Provinça de Lusciàndria, lombard nyelven Pruvincja de Lissàndria,  emiliai nyelven Pruvincia d' Lissandria) észak-olaszországi megye, melynek székhelye Alessandria város.
Piemont délkeleti részén fekszik, északon Vercelli megyével, nyugaton Torino megyével és Asti megyével, keleten Lombardiával (Pavia megye), délen Liguriával (Genova megye és Savona megye), délkeleten Emilia-Romagnával (Piacenza megye) határos.

## Földrajz
A megye területének háromnegyed része hegy- vagy dombvidék. Keleti részén a termékeny Pó-síkság terül el. Fő folyója a Pó.

## Települései
Székhelye Alessandria: a Pó-síkság délnyugati részén, a Tanaro és a Bormida folyó mentén fekszik, melyet régen a „szalmából való” gúnynévvel illetek. A város számos palotával, hat főtérrel, egy nagy színházzal, 19 templommal büszkélkedhet. A város nevezetessége továbbá a Tanaro folyó bal partján, a 18. század elején épült citadella, melyhez híd vezet. A város megalapításáról hiteles információkat tudhatunk meg egyik leghíresebb szülöttje, Umberto Eco Baudolino című regényéből. Alessandriát lombardiai városok alapították 1168-ban. Ezek a városok Barbarossa Frigyes esküdt ellenségei voltak, ezért a nagy vetélytárs III. Sándor pápáról nevezték el az újonnan megalapított várost. Hadi fontossága tagadhatatlan, mivel a síkság közepén, a genuai, lombardiai, felső-piemonti utak találkozásánál fekszik.

### Községei

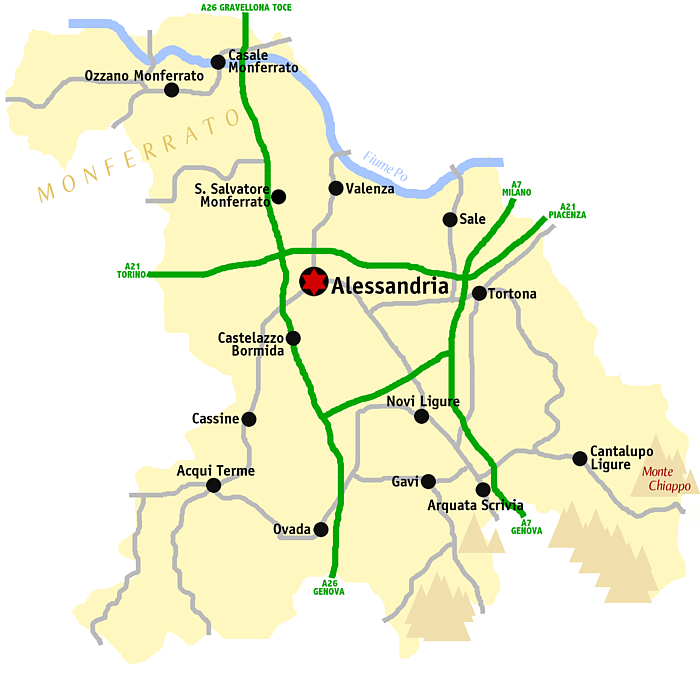
Alessandria megye térképe és útjai

- Acqui Terme
- Albera Ligure
- Alessandria
- Alfiano Natta
- Alice Bel Colle
- Alluvioni Cambiò
- Altavilla Monferrato
- Alzano Scrivia
- Arquata Scrivia
- Avolasca
- Balzola
- Basaluzzo
- Bassignana
- Belforte Monferrato
- Bergamasco
- Berzano di Tortona
- Bistagno
- Borghetto di Borbera
- Borgo San Martino
- Borgoratto Alessandrino
- Bosco Marengo
- Bosio
- Bozzole
- Brignano-Frascata
- Cabella Ligure
- Camagna Monferrato
- Camino
- Cantalupo Ligure
- Capriata d’Orba
- Carbonara Scrivia
- Carentino
- Carezzano
- Carpeneto
- Carrega Ligure
- Carrosio
- Cartosio
- Casal Cermelli
- Casale Monferrato
- Casaleggio Boiro
- Casalnoceto
- Casasco
- Cassano Spinola
- Cassine
- Cassinelle
- Castellania (Piemont)
- Castellar Guidobono
- Castellazzo Bormida
- Castelletto Merli
- Castelletto Monferrato
- Castelletto d’Erro
- Castelletto d’Orba
- Castelnuovo Bormida
- Castelnuovo Scrivia
- Castelspina
- Cavatore
- Cella Monte
- Cereseto
- Cerreto Grue
- Cerrina Monferrato
- Coniolo
- Conzano
- Costa Vescovato
- Cremolino
- Cuccaro Monferrato
- Denice
- Dernice
- Fabbrica Curone
- Felizzano
- Fraconalto
- Francavilla Bisio
- Frascaro
- Frassinello Monferrato
- Frassineto Po
- Fresonara
- Frugarolo
- Fubine
- Gabiano
- Gamalero
- Garbagna (Piemont)
- Gavazzana
- Gavi (Piemont)
- Giarole
- Gremiasco
- Grognardo
- Grondona (Piemont)
- Guazzora
- Isola Sant’Antonio
- Lerma (Olaszország)
- Lu
- Malvicino
- Masio
- Melazzo
- Merana
- Mirabello Monferrato
- Molare
- Molino dei Torti
- Mombello Monferrato
- Momperone
- Moncestino
- Mongiardino Ligure
- Monleale
- Montacuto
- Montaldeo
- Montaldo Bormida
- Montecastello
- Montechiaro d’Acqui
- Montegioco
- Montemarzino
- Morano sul Po
- Morbello
- Mornese
- Morsasco
- Murisengo
- Novi Ligure
- Occimiano
- Odalengo Grande
- Odalengo Piccolo
- Olivola
- Orsara Bormida
- Ottiglio
- Ovada
- Oviglio
- Ozzano Monferrato
- Paderna
- Pareto
- Parodi Ligure
- Pasturana
- Pecetto di Valenza
- Pietra Marazzi
- Piovera
- Pomaro Monferrato
- Pontecurone
- Pontestura
- Ponti
- Ponzano Monferrato
- Ponzone
- Pozzol Groppo
- Pozzolo Formigaro
- Prasco
- Predosa
- Quargnento
- Quattordio
- Ricaldone
- Rivalta Bormida
- Rivarone
- Rocca Grimalda
- Roccaforte Ligure
- Rocchetta Ligure
- Rosignano Monferrato
- Sala Monferrato
- Sale
- San Cristoforo
- San Giorgio Monferrato
- San Salvatore Monferrato
- San Sebastiano Curone
- Sant’Agata Fossili
- Sardigliano
- Sarezzano
- Serralunga di Crea
- Serravalle Scrivia
- Sezzadio
- Silvano d’Orba
- Solero
- Solonghello
- Spigno Monferrato
- Spineto Scrivia
- Stazzano
- Strevi
- Tagliolo Monferrato
- Tassarolo
- Terruggia
- Terzo
- Ticineto
- Tortona
- Treville
- Trisobbio
- Villalmacca
- Vignale Monferrato
- Vignole Borbera
- Viguzzolo
- Villadeati
- Villalvernia
- Villamiroglio
- Villanova Monferrato
- Villaromagnano
- Visone
- Volpedo
- Volpeglino
- Voltaggio

### Legnépesebb települések
|     | Város               | Lakosság (2005, fő) |
| --- | ------------------- | ------------------- |
| 1.  | Alessandria         | 91 373              |
| 2.  | Casale Monferrato   | 35 303              |
| 3.  | Novi Ligure         | 28 354              |
| 4.  | Tortona             | 26 661              |
| 5.  | Valenza             | 20 457              |
| 6.  | Acqui Terme         | 20 193              |
| 7.  | Ovada               | 11 661              |
| 8.  | Serravalle Scrivia  | 6 108               |
| 9.  | Arquata Scrivia     | 5 869               |
| 10. | Castelnuovo Scrivia | 5 572               |

## Fordítás
- Ez a szócikk részben vagy egészben  a   Provincia di Alessandria című olasz Wikipédia-szócikk fordításán alapul.  Az eredeti cikk szerkesztőit annak laptörténete sorolja fel. Ez a jelzés csupán a megfogalmazás eredetét és a szerzői jogokat jelzi, nem szolgál a cikkben szereplő információk forrásmegjelöléseként.